# Свети Георги (Савяк)
Вижте пояснителната страница за други значения на Свети Георги.
„Свети Георги“ (на гръцки: Ἁγίου Γεωργίου) е възрожденска православна църква в село Савяк (Вамвакофито), Егейска Македония, Гърция, част от Валовищката епархия.
Църквата е разположена в североизточната част на селото. Според някои данни е изградена около XVI век, а според други - през XVIII век. Изгаря по време на Първата световна война в 1918 година и по-късно е възстановена в първоначалния си вид.
В архитектурно отношение е трикорабна базилика с полукръгла апсида на изток. Във вътрешността колони разделят пространството на три кораба, от които средният е по-широк. Вътрешността е почти изцяло изписана. На северната стена доминира стенописът на Страшния съд. Стенописите са изписани около 1930. Някои от иконите са дело на художника и скулптор от Савяк Йоргос Златанис, който реставрира и старите. Негови са и стенописите над двата външни входа на двора на църквата.
От северната страна на храма и близо до него в 1882 година е построена камбанарията. На каменна плоча, вградена в северозападната стена на камбанарията е изписано 21 май 1882. Камбанарията е дело на майстори от сярското село Горно Броди. Камбанарията има красива керамопластична украса.
Според местната легенда на мястото, на което по-късно е изграден храмът заспал един бей, който сънувал, че някой го мъчи. Ужасен беят се събудил и разказал за случилото се на селяните, които му казали, че е бил някой светец, завели го в църквата „Свети Никола“ и му показали Свети Георги. Беят станал християнин, като приел името Николай и построил църквата.
В началото на ХХ век църквата е обект на спор между българи, признаващи ведомството на Екзархията и гъркомани, признаващи Цариградската патриаршия. В нея стават сбивания между представители на двете общности в селото. След като гъркоманите успяват да се наложат и в църквата се служи само на гръцки език, а екзархистите не се задоволяват с малката църква „Свети Никола“ над селото, последните построяват отделна църква в Савек.